# Firestone Walker Brewing Company
De Firestone Walker Brewing Company is een Amerikaanse brouwerij in Paso Robles, Californië. De brouwerij is sinds juli 2015 eigendom van de Belgische brouwerij Duvel Moortgat.

## Geschiedenis
De brouwerij werd opgericht in 1996 door Adam Firestone samen met zijn schoonbroer David Walker, die brouwstudies gevolgd had aan de Universiteit van Californië - Davis. De schoonbroers gebruikten Chardonnayvaten om hun eerste bieren te laten rijpen. Het bleek niet echt een succes maar ze ontwikkelden een brouwmethode die ze "Firestone Unie" (Firestone Union) noemden en waarop ze een patent namen. Het systeem is gebaseerd op  het "Burton Unie"-systeem (Burton Union) dat zijn oorsprong heeft in Burton upon Trent in Engeland tussen 1840 en 1850. Er wordt gewerkt met een hercirculerend vergistingssysteem waarbij een rij houten vaten onderling verbonden worden via een reeks buizen. Het praktisch nut van het systeem is om overtollige gist (gistschuim) af te voeren uit de vaten zonder dat er grote lege binnenruimte bovenaan in de vaten komt. Het systeem wordt snel gezuiverd van het vergane gist terwijl het bier terugstroomt in de vaten voor verdere fermentatie. De brouwerij gebruikt houten eiken vaten om een deel van hun bieren te laten rijpen. Er werd twee maal uitgebreid in zes jaar tijd en in 2002 werd de vroegere SLO Brewing Company in Paso Robles opgekocht. Hun bieren behaalden een groot aantal prijzen op het Great American Beer Festival en op grote bierwedstrijden wereldwijd.
In juli 2015 kwam de brouwerij in handen van brouwerij Duvel Moortgat. De brouwerij maakt samen met Brewery Ommegang (Cooperstown, New York) en de Boulevard Brewing Company (Kansas City, Missouri) deel uit van "Duvel Moortgat USA".

## Bieren

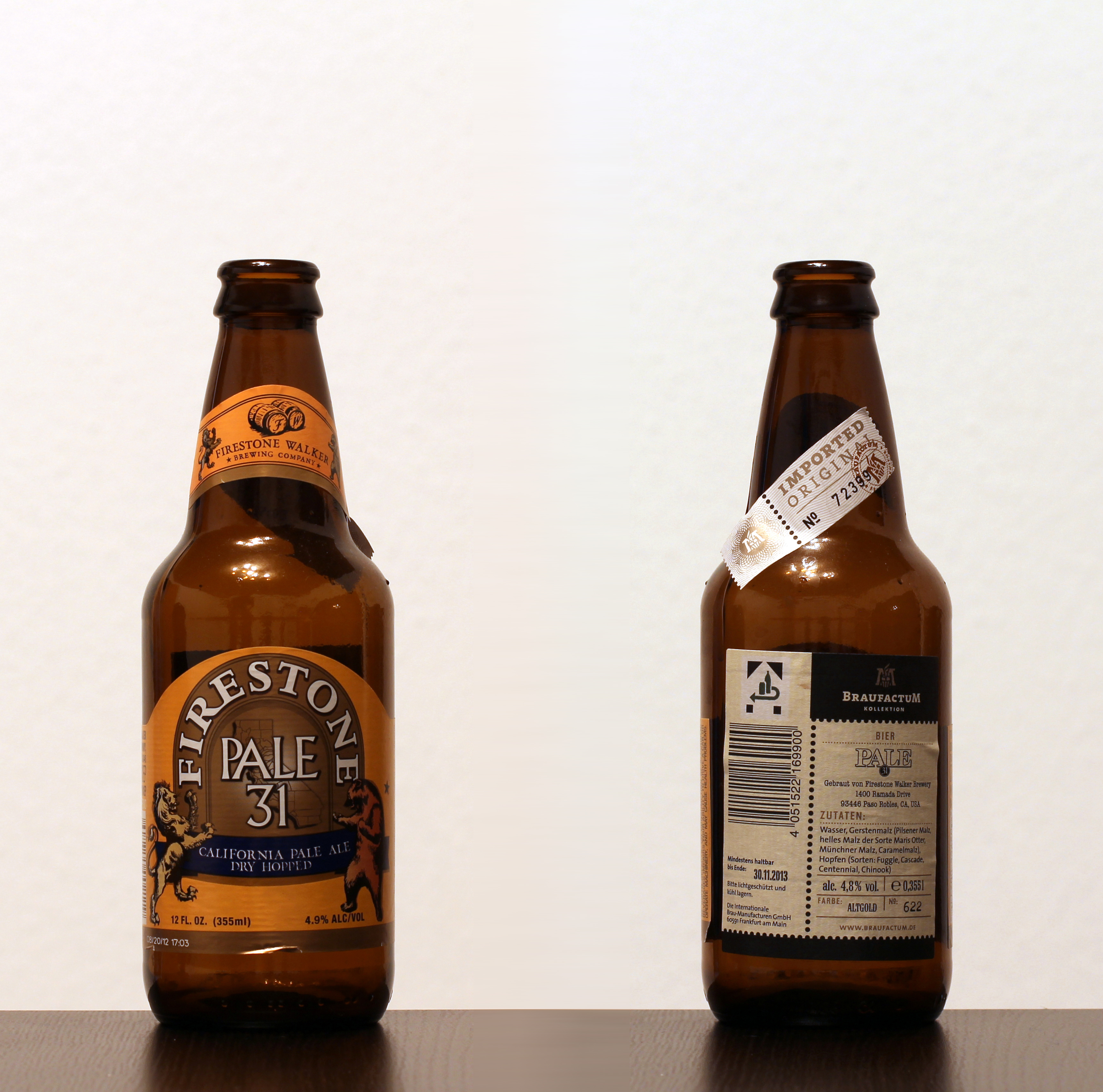
Firestone Pale31

### Lion & Bear serie
- Double Barrel Ale (DBA)
- Pale 31
- Union Jack
- Pivo
- Easy Jack

### Seizoensbieren
- Oaktoberfest
- Velvit Merlin

### Propietor's reserve series
- Opal
- Double Jack
- Wookey Jack

### Speciale series
- Propietor's Vintage Series, een aantal gelimiteerde op houten vaten gerijpte Vintage-bieren
- Barrelworks, een aantal excentrieke en experimentele bieren, op vaten gelagerd
- Collabrewtives, een aantal eenmalige bieren, in samenwerking met andere brouwerijen

## Prijzen (selectie)
- 2013 European Beer Star gouden medaille voor Pale 31, Double Jack & Union Jack
- 2012 European Beer Star gouden medaille voor Union Jack & Double Jack
- 2012 World Beer Cup gouden medaille in de categorie American Style Pale Ale voor Pale 31
- 2011 European Beer Star gouden medaille voor Double Jack
- 2010 World Beer Cup gouden medaille in de categorie American Style Pale Ale voor Pale 31 en zilveren medaille voor Velvit Merlin
- 2010 Australian International Beer Awards gouden medaille voor Pale 31 & Union Jack
- 2008 World Beer Cup zilveren medaille in de categorie American IPA voor Union Jack en bronzen medaille voor Velvit Merlin
- 2008 European Beer Star gouden medaille voor Union Jack en bronzen medaille voor Oaktoberfest
- 2006 World Beer Cup gouden medaille in de categorie American Style Pale Ale voor Pale 31
- 2004 World Beer Cup gouden medaille in de categorie American Style Pale Ale voor Pale 31
- 2004 World Beer Cup zilveren medaille in de categorie English Style Pale Ale voor DBA
- 2003 World Beer Championship gouden medaille voor Pale 31
- 2002 World Beer Cup gouden medaille in de categorie English Style Pale Ale voor DBA